# Здание парламента Грузии (Тбилиси)
Здание парламента Грузии (груз. საქართველოს პარლამენტის შენობა) — место заседания Парламента Грузии. Располагается в Тбилиси, столице Грузии. Оно расположено по адресу проспект Руставели, 8, недалеко от подножия горы Мтацминда.
Комплекс зданий был построен как Дом правительства Грузинской ССР на месте снесенного Собора Александра Невского и прилегающего погоста с захоронениями погибших грузинских кадетов во время вторжения большевиков в 1921 году. Состоит из двух зданий; «Верхнее» здание было спроектировано Виктором Кокориным и Георгием Лежавой и построено с 1933 по 1938 год. «Нижнее» здание на проспекте Руставели было построено теми же архитекторами с участием Владимира Насаридзе с 1946 по 1953 год. Здания соединены двором, лестницами и фонтанами. В дизайне обоих зданий широко используются элементы традиционной грузинской архитектуры. Во внешней стороне проспекта доминирует монументальная аркада с массивными карнизами и «арочным» фронтоном. Здания построены из легкого железобетона с наружной облицовкой из туфа, гранита и других материалов.
Комплекс был серьезно поврежден во время событий декабря 1991 — января 1992 года, во время которого осаждённый президент Звиад Гамсахурдия прятался в подземном бункере под помещением правительства. Впоследствии здание было отреставрировано, отремонтировано и использовалось в качестве резиденции Парламента Грузии с 1997 по 2012 год, когда законодательный орган переехал в недавно построенное здание в Кутаиси, второй по значимости город Грузии. В 2014 году заседания комитетов парламента разрешили проводить в помещениях парламента Тбилиси, а регулярные заседания продолжали проводиться в Кутаиси. Поправка к Конституции, принятая в 2017 году, вступила в силу в декабре 2018 года, и в ней не упоминается Кутаиси как резиденция парламента, что означает, что парламент полностью вернулся в столицу в январе 2019 года.